# Georges Badin
Pour les articles homonymes, voir Badin.
Ne doit pas être confondu avec Georges Baudin.
 (décembre 2018).
Si vous disposez d'ouvrages ou d'articles de référence ou si vous connaissez des sites web de qualité traitant du thème abordé ici, merci de compléter l'article en donnant les références utiles à sa vérifiabilité et en les liant à la section « Notes et références ».
Georges Badin est un poète et peintre français, né le 13 mars 1927 à Céret (Pyrénées-Orientales) et mort le 23 novembre 2014 dans la même ville.

## Biographie
Georges Badin s'est d'abord consacré à l'écriture (publications au Mercure de France, Les Cahiers du Sud, etc.). Il passe ensuite à la peinture, partageant son travail entre les grandes toiles libres et les livres d'artiste réalisés avec des poètes tels que Georges-Emmanuel Clancier, Robert Marteau, Michel Butor, Jacqueline Risset, Alain Borer, Daniel Leuwers, Max Fullenbaum, Guy Goffette, Armand Dupuy et des artistes tels que Hervé Fischer.
En 1968, il est à l'origine du mouvement Textruction.
De 1967 à 1986, il est conservateur du musée d'art moderne de Céret.

## Principales expositions personnelles
- Maison de la Catalanité, Perpignan (2011)
- Galerie Åkern, Kongsberg, Norvège (2007)
- Galerie Lucie Weill & Seligmann, Paris (2005, 2006)
- Galerie Berthet Aittouares, Paris (2005, 2006)
- Galerie Nicolas Deman, Paris (2005)
- Galerie Florence Arnaud, Paris (1993, 1997, 1998)
- Galerie Bernard Jordan, Paris (1984, 1985, 1986)
- Galerie L'Arturiale, Liège (1981, 1982, 1983)

## Pour approfondir

#### Livres courants
- Survivre de Michel Butor (auteur), Georges Badin (artiste), éditions Æncrages & Co
- Les mots du peintre de Emmanuel Merle (auteur), Georges Badin (peintre), éditions Encre et lumière
- Sans Revenir de Joël Bastard (auteur), Georges Badin (artiste), éditions Æncrages & Co
- Livre à Deux Voix de Georges Badin, éditions Æncrages & Co
- Chambres, de Dominique Sampiero (auteur), peintures de Georges Badin, Æncrages & Co

#### Livres d'artistes
- Suite impromptue de Roland Chopard (auteur) et Georges Badin (artiste), éditions Æncrages & Co